# Lucía Méndez
Lucía Leticia Méndez Pérez (León, 26 de janeiro de 1955) é uma atriz, cantora, e empresária méxico-estadunidense. Como atriz e cantora, ficou conhecida no princípio dos anos 70, mas teve o seu auge na década de 80, e segue vigente em 5 décadas de carreira.

## Carreira na televisão
Lucía foi nomeada como "El rostro de El Heraldo de México", título dado para mulheres bonitas e bem sucedidas do México, outorgado pelo jornal El Heraldo de México de 1972 até 2001. A partir desse momento, surgiram propostas para o mundo das telenovelas.
Realizou sua primeira atuação na televisão ao lado de Angélica María em "Muchacha Italiana Viene a Casarse" (1972). Sua primeira personagem importante numa telenovela foi em "Paloma" juntamente a Andrés García e Ofelia Medina, em 1975, e no mesmo ano recebeu o prêmio "Calendario Azteca" como revelação na televisão, outorgado pela Asociación de Periodistas de Radio y Televisión (AMPRYT) do México, e graças a isso, obteve sua primeira protagonista na telenovela "Mundos Opuestos", em 1977, no papel de "Cecilia". Seu primeiro grande êxito a nível internacional foi telenovela "Viviana" em 1978, ao lado de Héctor Bonilla, exibida em 1984, 1987 e 1991 no SBT. Depois veio a inesquecível "Colorina", de 1980, cujo tema musical foi composto pelo cantor e compositor espanhol Camilo Sesto, que desde então foi produtor de grandes êxitos com músicas de sua autoria cantadas por Lucía; essa foi uma telenovela de grande polêmica para a sociedade da época. Esta telenovela conseguiu o impensável, paralisar a Cidade do México, de acordo com a revista People en español é considerada uma das 10 melhores telenovelas da história incluindo no programa Noticiero 24 Horas do México, seu titular Jacobo Zabludovsky preguntava: Quem é o filho de Colorina?.
Dois anos mais tarde ela atuou em "Vanessa" de 1982 ao lado de Rogelio Guerra, onde o final da trama foi inesperado e muito discutido no meio, a protagonista morreu.
Devido ao seu sucesso o Museu de Cera de Hollywood em 1984, deu-lhe o privilégio de ser a primeira artista latina a ter a sua estátua no lugar.  A comunidade hispana de Miami otorgou sua "Estrela" no "Calçada da Fama, na Rua 8", sua cidade natal em Guanajuato, León lhe consede o reconhecimento "Arlequim de bronze". A  Asociação da República Dominicana de Cronistas de Arte (Acroarte) lhe entrega em 2005 o prêmio "Casandra Internacional" como reconhecimento a sua carreira.
Na telenovela  "Tú o Nadie" em 1985 ela atuou ao lado de Andrés García e Salvador Pineda; onde temas tocados sobre polícia, Lucía Méndez se consolida como uma das melhores atrizes da época. Receber o prêmio de melhor atriz, concedido pela Associação de Críticos de Entretenimento de Nova York (ACE) em Nova York por seu trabalho nesta telenovela e também lhe deu reconhecimento mundial, sendo vista em lugares que nunca imaginou ser: Rússia, Brasil, Líbano, França, Itália, Japão, entre outros países e cujos temas musicais de entrada "Corazón de piedra/Don corazón" interpretados por ela e incluidos em seu disco "Solo una mujer", lhe deram a oportunidade de ser nomeada ao Grammy americano em 1985, na categoria "Best Latin Pop Performance. Também recebereu o prêmio em 1986 ACE Award na categoria geral de Programas de Televisão TV especial do ano, intitulada "Especial Lucía Méndez" no Canal 41.
"El Extraño Retorno De Diana Salazar" de 1988; foi uma telenovela como algo de outro mundo, segundo declarações da atriz que recebeu outro ACE Award como melhor atriz de 1989, ela ganhou também pela  melhor telenovela em produção de televisão do mesmo ano, o tema de sua promoção: "Uma alma perdida" foi escrito especialmente pelo compositor mexicano Juan Gabriel, Lucía Méndez interpreta o que foi mudado mais tarde para o tema "Morrer um pouco", o que resultou em mais um recorde de grande sucesso discográfico. Essa telenovela marcou a estréia no México, e é a única obra sobre o autor de telenovelas da Argentina "Jorge Martinez" que também apareceu no vídeo de Lucía chamado "Yo no se quererte más".
Em 1987 ela obteve a distinção de "Mister Amigo" da comunidade de Brownsville, no Texas, por ser a artista do ano.
Já no ano de 1990, grava la telenovela "Amor De Nadie" ao lado de Fernando Allende; a primeira telenovela que toma o tema do Sida e leva suas locações fora do México, visitando países europeus, sob a produção de Carla Estrada. Esta telenovela apresentou a estreia de Saúl Lisazo e de Bertín Osborne no México.
Em 1992, com a premissão da Televisa ela muda para Miami, para atuar em telenovelas da rede de televisão hispana Telemundo grava a telenovela "Marielena"; e alcança sucesso nos Estados Unidos, conseguindo um ser um evento dentro da comunidade latino-americana para consolidar-se como a atriz de telenovela mais querida, o tema musical, "Se acabó" se tornou um enorme sucesso, o que gerou a trilha sonora da telenovela algo inovador para a época. "Marielena" foi transmitida no México no ano de 1994 na televisão TV Azteca, então por isso "Marielena" é a razão pela qual a Televisa decide vetar Lucía Méndez, que durou 15 anos. Este trabalho proporcionou um outro prêmio "ACE" da crítica de Nova York em 1993 como o Figura Femenina do Ano, obtém no mesmo ano, o "ACE  na categoria Melhor Performance Feminina Variedades da Noite.
Em 1994, na Telemundo protagoniza no México e em Porto Rico a telenovela "Señora Tentación". Já em 1996, para a grande  surpresa de todos, Lucía Méndez regresa ao México firmando um contrato por cinco anos com a TV Azteca.
Em 1998, gravou "Tres Veces Sofía" ao lado de Omar Fierro. Sua atuação que lhe valeu receber novamente o Premio "ACE" da crítica de Nova York em 1999 como Figura Internacional Femenina do Ano.
No ano de 2000, realiza a telenovela "Golpe Bajo" junto a Rogelio Guerra, Salvador Pineda, Margarita Isabel e Javier Gómez.

## Carreira cinematográfica

### Década de 70
Lucía començou sua carreira cinematográfica em 1972 no filme "Cabalgando a la Luna" conmRodolfo de Anda e Valentín Trujillo, em seguida "El Hijo del Pueblo" em 1973 com Vicente Fernández e Sara García, posteriormente em 1974 "El Desconocido" com Valentín Trujillo e Fernando Allende; também realizou "Juan Armienta el Repatriado" novamente com Vicente Fernández. Em 1975, o "Ministro y Yo" com Cantinflas, no mesmo ano fez "Más Negro que la Noche" com Claudia Islas, Susana Dosamantes e Helena Rojo. Em 1976 veio "Los Hijos de Sánchez" com Anthony Quinn, Dolores del Río e Katy Jurado.
Obteve a "Diosa de Plata" do cinema mexicano por sua intervenção em "El Desconocido", otorgado pelos Jornalistas Cinematográficos do México, A.C. na categoría "Revelação femenina"

### Década de 80
Nesta década, mostra que o seu impacto foi tal que o público paga para vê-la atuar, embora pudesse fazê-lo gratuitamente na televisão, provas de quais foram grandes sucessos de caixa:
- “La Ilegal" de 1979 junto a Fernando Allende e Pedro Armendáriz Jr..
- "Los Renglones Torcidos de Dios" de 1982 no papel de Alicia, com a atuação de Gonzalo Vega, Mónica Prado e Alejandro Camacho, baseada na obra de Torcuato Luca de Tena; por esta participação recibeu o reconhecimento como "Maior bilheteria" do cinema mexicano, dado pela Cámara Nacional da Industria Cinematográfica.
- "El Maleficio II" em 1985 com Ernesto Alonso.

### Década de 90
- “Confetti 1996 no papel de Coco Freyre, produção americana de José Manuel Costoya e Pirulo José Gonzalez, sob a direção de Ron Wishna; com Christine Page e Tess Daulton e outros.

## Carreira no teatro
Lucía atuou na obra "Por un Paraguas" sendo criança já na idade adulta em 1972 estrelou "Nada de Sexo que Somos Decentes" com Benny Ibarra e Otto Sirgo.
Em 1976 junto a Julio Alemán e Juan Peláez protagonizou "El Fantasma de la Ópera".
Já em 1996 tem seu regresso ao teatro com a obra "No! No! Por Favor" junto a Benny Ibarra e Anardis Vega.

## Carreira musical
Se tornou conhecida como cantora com as canções rancheras nos  anos 70's de autoria de Juan Gabriel: "Siempre estoy pensando en tí" 1975; "Por qué me haces llorar" 1975; "Frente a frente" 1976; "La sonrisa del año" 1977, chegando a vender um milhão de copias de seu primeiro LP "Siempre estoy pensando en tí".
Mas seus grandes êxitos foram nos anos 80's com: "Atada a nada", "Culpable o inocente" como o compositor e produtor Camilo Sesto e que alcançou o sucesso também em vários países, a estes seguem: "Enamorada", "Margarita", "Corazón de piedra", "Don corazón", "Te quiero", "Amor imposible", "Yo no se quererte más", "Castígame", "Morir un poco", "Un alma en pena", "Luna morena", "Nos aburriremos juntos", "Tormenta de verano", "Juntos por costumbre", "Nube viajera"; em 1985 alcançou sua nomeação no Grammy americano categoria "Best Latin Performance" por seu disco "Solo una mujer". Gravou em dueto com Barry Manilow chamado "Ay Caramba" incluída no disco "Barry Manilow grandes êxitos em espanhol" de 1986 e uma canção em inglês chamada "Don't tell my Mama".
En 1983 por sua participação no famoso Festival Internacional da Canção de Viña del Mar foi declarada "Rainha", sendo a primeira artista mexicana a obter esse reconhecimento. É um título que a imprensa creditava ao concurso dado às mulheres com mais destaque, em um processo eleitoral organizado pelo diário “La Cuarta” de Santiago.
Em 1985 participa da gravação da canção “Cantaré, cantarás” com vários artistas latinoamericanos como Amanda Miguel, Emmanuel, José José, Vikki Carr, Roberto Carlos e Simone, entre outros, pela "La Hermandad", em um fim muito parecido ao de "Do they know it's Christmas? the Band Aid o “We are the world” dos USA para a África.
Nos anos 90's com "Amor de nadie", "Bésame", "Se acabó", "Señora tentación", "Se prohíbe" e "Vete" seguiu ocupando os primeiros lugares de popularidade e cosentra mais sucesso no México e EUA.
Em 1998, reaparece no mundo musical sob a produção de Azteca Music com o álbum Todo o Nada, colocando nas primeiras posições das radios seu single "Ya la pagarás" autoria de Mario de Jesús, asim como também são lançados temas tais como "Todo o nada", "Corazón de acero", "Cariñito azucarado" o mesmo álbum; de acordo com a AMPROFON do México como Disco de Ouro por 100,000 copias vendidas. No ano de 1999 lança "Dulce Romance" seu segundo disco de boleros sob celo da Azteca Music com o tema "Perdóname", este álbum também se lançou os temas  "Gracias por haberte ido" e "Rehilete".
Em 2001 participou junto a várias figuras hispanas em um tributo musical feito as vitímas de 11 de setembro e que serviu de apoio as vitímas do atentado; o mesmo foi composto por Gian Marco e gravado em Miami em 27 de setembro do mesmo ano.
No ano de 2004, reaparece com o disco mais versátil de sua carreira: "Vive" onde realiza um dueto com Los Tucanes de Tijuana para a canção "La pareja dispareja".
Sua carreira de cantora lhe deu adicionalmente os prêmios de "Discometro", "Vocero de Popularidad" e "Las Palmas de Oro" consedido pelo Círculo nacional de jornalistas do México.

## Carreira empresarial
No mesmo ano, lançou seu perfume Vivir by Lucía Méndez, no México, no ano 2006 sob a marca de cosméticos Fuller, e dentro de semanas vende 600.000 frascos do perfume, para reconhecimento por parte da Câmara de Comércio do México as Presidente Honorárias do Capítulo de Mulheres Empresárias nos Estados Unidos da América. Segundo declarações da artista ao jornal El Universal do México, Vivir by Lucía Méndez foi lançado a nível mundial no mês de junho, o mesmo foi recentemente reconnhecido pelo New York Times. O mesmo foi premiado em Nova York em agosto de 2009 como a melhor e mais importante essência a nível mundial, isso de acordo ao jornal El Financiero do México.
É a atual presidente da Câmara de Comércio de Las Vegas.
Recentemente tem à venda um novo produto chamado "Oxivivir de Lucía Méndez", um tratamento com oxigênio líquido que pode ser engerido pelas mulheres de meia idade para parecer mais radiante, e foi lançado no final de 2009 de uma máscara para alongar os cílios a ser chamado de "Rimel by LM".
Segundo declarações dadas à revista Reader's Digest em dezembro de 2008, está prestes a trazer ao mercado uma Cruz de Terra Nostra (uma jóia desenhada pela própria Lucía contendo água do Rio Jordão e terra de Jerusalém) e metade do que for arrecadado com o produto vai para a sua fundação para crianças surdas Fundación Don Corazón.

## O retorno
No ano de 2007 empresta sua voz e experiência para dar vida a todos os personagens no audio livro de Malinche da escritora mexicana Laura Esquivel, pelo qual em 2007 foi reconhecida pelo juri de inteletuais de Nova York com o prêmio “The Latino Book Awards”; igualmente a APA (Audio Publisher Association por suas letras em inglês) ela ganhou o prêmio por trabalho na seção de "Spanish Language" em 30 de maio de 2008, a premiação foi na cidade de Los Angeles, na California, este trabalho competiu com o livro "Zahir" de Paulo Coelho, "Inés del Alma Mía" de Isabel Allende, "La Isla del Tesoro" de Robert Louis Stevenson e "20 mil leguas de viagem submarina" de Jules Verne. Esta Associação é a máxima institução em premiar os trabalhos de voz e narração de livros, assim como de telenovelas importantes nos Estados Unidos.
Em 2007 regressa a Televisa, com uma personagem na telenovela Amor sin maquillaje. Celebrando os 50 anos da telenovela no México. Em 2008, segue vigente como empresária e atriz.
Lucía Méndez trabalhou na Argentina na versão hispana para os Estados Unidos de "Amas de Casa Desesperadas" para a rede Univisión, nesta versão fez o papel de Alicia Arizmendi e também a narradora da série.
Em 2008 Lucía Méndez fez parte del elenco da série  "Mujeres Asesinas", produzida por Pedro Torres, baseada na série dramática argentina de mesmo nome; dando vida a uma sexo servidora no capítulo de "Cándida, esperanzada", segundo sua própria declaração e de acordo com o jornal El Universal do México "foi o mais forte que já interpretou em sua carreira e embora a princípio hesitou em fazer, ela diz "Decidi aceitar o desafio, porque é uma denúncia, uma reclamação para a sociedade e eu acho que era hora de fazer as coisas mais comprometedoras". Dada a sua participação nesta série propôs publicamente a Peter Thompson reunir as 13 atrizes da época, em um painel de discussão para falar sobre a violência contra as mulheres no México.
Em 2008 fez sua turnê pelos Estados Unidos que a leva para visitar diversas cidades em apoio da comunidade gay, ela é chamado de "Rainha das Rainhas" e parte de sua campanha para evitar mais suicídios entre os adolescentes não se sentem aceito pela sociedade ou compreendido por seus pais, de acordo com o citado pelo jornal Nuevo Herald de Miami.

## Um novo amanhecer
Prepara em 2009 a edição em disco e DVD tinitulado "Otra vez enamorada", que será lançado durante o ano, segundo declarações de acordo com Mendez ao Financiero en línea do México, será um disco de sucesso em que incluirá os temas que marcaram sua trajetória como cantora, tais como "Corazón de piedra", "Alma en pena", "Margarita" e "Culpable o Inocente", dos que realizou uma versão moderna junto a músicos destacados, igualmente inclui o tema "Un nuevo amanecer", escrita e produzida por seu primogénito Pedro Antonio Torres Méndez, o mesmo foi lançado em 5 de dezembro de 2008 no Teletón México durante sua participação. O novo álbum e mais três estão sob o selo Sony Music desde que a cantora assinou com a gravadora para a produção de quatro álbuns.
Ele vai gravar um segundo material, que vai para o par de "Otra Vez Enamorada" e que será "Reina de Reinas" incluirá uma versão dance de seus sucessos, e é dedicado à comunidade gay, que lhe escolheu como seu porta-voz nos Estados Unidos.
De acordo a declarações da própria Lucía Méndez para 2009 prepara o lançamento de seu show "Noches de Cabaret 2009", iniciando temporada no Teatro Metropólitan e logo seguirá no Blanquita da capital azteca.
Em 6 de fevereiro de 2009 elea retornou às telas de televisão no México, no programa chamado Desmadruga2 no qual ela apresentou sua série cômica já que realizou cinco "sketches" deste gênero depois de quase 25 anos, com as famosas lentes amarelas de contato que usa em "El extraño retorno de Diana Salazar".
EM março de 2009 a Revista TV & Novelas lhe concede outro reconhecimento em seu 30 aniversário como parte das 30 figuras que têm impactado na televisão mexicana fora do México.
No mesmo ano nos Estados Unidos a Associação GLAAD (Gay & Lesbian Alliance Against Defamation) lhe concede  reconhecimento especial por sua campanha de apoio a prevenção de suicídio de adolescentes Gay, de acordo com a agência Reuters, é a primeira ocasião em que é dada  menção honrosa a uma celebridade de  acordo com o portal OEM
No mês de agosto de 2009 foi ao ar terceira temporada da série Tiempo final, na qual participa, a mesma é co-produzida por Pedro Torres para Fox Latinoamérica segundo declarações do próprio produtor. a atriz filmou na Colômbia o episódio "Coartada" onde interpreta o papel de "Deborah"  uma mulher que tem uma "agência de infidelidade", pois ela será a encarregada de ocultar os casos extraconjugais de seus clientes, de acordo com declarações do ator. o qual foi ao ar no dia 26 de agosto de 2009 no canal FX e em 1 de setembro no canal Fox.
Trabalhou em 2009 na telenovela Mi pecado do poductor mexicano Juan Osorio com participação especial em cinco capítulos. Adicionalmente seu tema "Un nuevo amanecer" serve de marco musical para a personagem que interpreta na historia.
Em junho de 2009 e durante a 48 edição de entrega dos prêmios Palma de Oro recibeu por parte do Círculo Nacional de Jornalistas do México as "Palmas de Oro" em homenagem a sua trajetória artística.
Em 21 de Julho de 2009, em um teatro do complexo da Cidade do México durante a entrega de 39 das  Diosas de Plata, foi atribuído a Deusa de Plata concedido pelos jornalistas de Cinema do México AC (PECIME) para sua carreira no cinema extensivo e sua notável carreira no teatro e na televisão, de acordo como publicado pela Universal, do México e Filmeweb.
Em 7 de dezembro de 2009 recebeu em Tapachula, México o reconhecimento "La Choca de Oro" que entrega a Sociedad Geral de Escritores do México (Sogem) junto a onze mujeres mais.
Até 2010, seus planos de voltar à telenovela estrelando uma nova produção de Juan Osorio pela Televisa, segundo declarações da própria actriz.
Para 17 de agosto de 2010, há planos para uma reunião com o presidente dos Estados Unidos,  Barack Obama na Casa Branca, organizado por Alex Ruiz, pedindo-lhe para legalizar todos os imigrantes ilegais que trabalham nesse país , segundo declarações de Lucía Méndez, este encontro é resultado de si mesma como um inquérito que foi conduzido e latinos a escolheram para falar com o presidente".
Em 30 de janeiro de 2010 foi declarada como a nova "Rainha dos Mariachi",  para comemorar o 21 aniversário do Dia Mundial do Mariachi, de acordo com a informação de  Chucho López, dirigente da Música Tradicional Mexicana, da Associação Nacional de Atores (ANDA), será coroada em março de 2010.
En 2010 participará em um episódio da telenovela Llena de amor produzida por Angelli Nesma Medina e que é um remake da telenovela venezuelana de 2002 Mi gorda bella.

## Vida pessoal
Esteve casada duas vezes, a primeira com o produtor Pedro Torres com quem tem seu único filho, Pedro Antonio Torres Méndez. No ano de 2004 se realizou seu segundo matrimonio, com Arturo Jordán de nacionalidade cubano-americana, se casaram mais esse casamento terminou em 2007.
Em 2003 ela ganhou a nacionalidade estadounidense e tem sua residência em Miami, onde vive com sua família.

## Discografía

### Álbuns
- Mis grandes éxitos: Otra vez enamorada...con un nuevo amanecer (2009)
- Malinche - Audio Book (2007)
- Vive (2004)
- Dulce romance (1999)
- Todo o nada  (1998)
- Señora tentación (1994)
- Se prohíbe (1993)
- Bésame (1991)
- Lucía es Luna morena (1989)
- Mis íntimas razones (1988)
- Castígame (1986)
- Te quiero (1985)
- Sólo una mujer (1984) / Nomeação ao Grammy
- Enamorada (1983)
- Cerca de ti (1982)
- Regálame esta noche (1980)
- Sé feliz/Amor de madrugada (1979)
- Viviana (1978)
- La sonrisa del año (1977)
- Presentimiento (1977)
- Frente a frente (1976)
- Siempre estoy pensando en ti (1975)

### Recompilações
- Las número 1 (inclui DVD) (2007)
- Canciones de amor (2006)
- Ellas cantan así (2003)
- 100 Años de música (2001)
- Sucesos musicales (1999)
- A petición del público (1997)
- Colección original (1996)
- Personalidad Lucía Méndez 20 êxitos Sony-México (1994)
- Mis 30 mejores canciones (1993)
- Lo mejor de Lucía Méndez (1986)
- Los grandes éxitos de Lucía Méndez (1983)

## Telenovelas & séries de televisão
- Esperanza del corazón (2011/2012) .... Lucrecia Dávila viuda de Duprís
- Llena de amor (2010/2011) .... Eva (Participação especial)
- Tiempo final (Fox) - Temporada III (2009) - Série de Televisão - capítulo "Coartada" (Deborah)
- Mi pecado (2009)  .... Inés Roura - Participação especial (cinco episodios)
- Mujeres asesinas (2008) -  Série de Televisão .... Cándida, esperanzada
- Amas de casa desesperadas (2008) - Série de Televisão .... Alicia Arizméndi - e voz para narração
- Amor sin maquillaje (2007).... Lupita
- Golpe bajo (2000).... Silvana Bernal
- Tres veces Sofía (1998).... Sofía Gutiérrez de Briceño
- Señora tentación (1994).... Rosa Moreno
- Marielena (1992).... Marielena
- Amor de nadie (1990).... Sofía
- El extraño retorno de Diana Salazar (1988).... Diana Salazar / Leonor de Santiago
- Tú o nadie (1985).... Raquel Samaniego
- Vanessa (1982).... Vanessa Reyes de Saint-Germain
- Colorina (1980).... Colorina / Fernanda Redes
- Viviana (1978).... Viviana Lozano
- Mundos opuestos (1976).... Cecilia
- Paloma (1975) .... Rosa
- La tierra (1974) .... Olivia
- La maestra Méndez (1973)
- Cartas sin destino (1973)
- Muchacha italiana viene a casarse (1971)

## Participações especiais na televisão (atuando)
- Muera el amor - videoclip do cantor Daniel Derio (2009) - com Amanda Miguel, Ana Victoria, Mara Patricia Castañeda e Angelique Boyer entre outras.
- Desmadruga2 (2009) - Cinco "sketches" de comedia: "El extraño retoño de Diana Salazar", "La azafata", "Mujeres campesinas". "Lucía Steel", "Diana Salazar contra Tunco Maclovich" e interpretación tema "Cielo Rojo" - México.
- Hola Susana (2007) - "Sketch" de comedia con Susana Giménez - Argentina.
- La Hora Pico (2003) - Cuatro "sketches" de comedia: "Luchida", "La Diva", "En el restaurante", "¿Con cuál de las dos? - México.
- A la cama con Porcel (1992) - Dos "sketches" de comedia con Jorge Porcel -  Estados Unidos de América.

## Cinema
- Confetti (1996) Movie .... Coco Freyre
- El Maleficio II (1985)  .... Marcela
- Los Renglones torcidos de Dios (1982) .... Alice Gould
- La Ilegal (1980) .... Claudia Bernal]
- Los hijos de Sánchez(1979) .... Marta Sánchez
- The Children of Sanchez (1978) .... Marta Sánchez
- Juan Armenta, el repatriado (1976) .... Julia
- El Ministro y yo (1976).... Barbara
- Más negro que la noche (1975).... Marta
- El Desconocido (1974)
- Cabalgando a la luna (1974)
- El Hijo del pueblo (1973) .... Carmen
- Vuelven los campeones justicieros (1972)

## Prêmios e Nomeações
- "El Rostro del Heraldo" de México de 1972.
- "Calendario Azteca" como revelação na televisão dado pela Associação de Jornalistas de Radio e Televisão (AMPRYT) em 1972.
- "Diosa de Plata" do Cinema mexicano na categoria de "Revelação femenina" por sua participação em "El Desconocido" dado pelos Jornalistas Cinematográficos do México, A.C. em 1974.
- Reconhecimento a "Maior Bilheteria" do Cinema mexicano por sua participação em "Los Renglones Torcidos de Dios" dado pela Cámara Nacional da Industria Cinematográfica em 1982.
- "Discometro" por altas vendas de discos.
- "Vocero de Popularidad" por altas vendas como cantora.
- "Las Palmas de Oro" por altas vendas como cantora, dado pelo Círculo Nacional de Jornalistas do México.
- "Reina de Viña del Mar", sendo a primeira artista mexicana a  obter o título, dado pela imprensa viñamarino, em 1983.
- "Museo de Cera de Hollywood", a primeira artista hispana a ter uma estátua de cera em 1984.
- Estrela na causada da fama da Rua  8 de Miami, Estados Unidos, dado pela Comunidade Hispana.
- "Arlequim de Bronze" dado por sua natal Guanajuato
- "Best Latin Performance" Nomeada ao Grammy americano por seu álbum "Solo una Mujer" em 1985.
- Prêmio "ACE" dado pela Associação de Cronistas de Espectáculos de Nova York na categoría de Televisão Geral pelo programa de televisão especial do ano intitulado "Especial de Lucía Méndez / Canal 41" em 1986.
- "Mister Amigo" pela comunidade de Brownsville, Texas/EEUU, como "Artista do Ano" em 1987.
- Prêmio "ACE" dado pela Associação de Cronistas de Espectáculos de Nova York, como "Figura Femenina do Ano" por seu papel em "Marielena" em 1993.
- Prêmio "ACE" dado pela Associação de Cronistas de Espectáculos de Nova York, na categoria de Variedades como "Melhor Atuação Femenina de Centro Noturno / Roseland" em  1993
- Prêmio "ACE" dado pela Associação de Cronistas de Espectáculos de Nova York, como "Figura Femenina Internacional do Ano" por seu papel em "Tres veces Sofía" de 1999.
- "Disco de Ouro" certificado por AMPROFOM pela venda de 100,000 unidades de "Todo o Nada" em 1998.
- Prêmio "Casandra Internacional" da Associação da República Dominicana de Cronistas de Arte (Acroarte) como reconnecimento a sua carreira em 2005.
- "Chave da Cidade" de vários Estados do México.
- "Chave da Cidade" de várias cidades dos Estados Unidos.
- Reconhecimento por parte da  "Cámara Mexicana de Comercio" como "Presidente Honoraria do Capítulo de Mulheres Empresárias nos Estados Unidos"., pela venda de 600,000 unidades de seu perfume "Vivir" a poucas semanas de sair ao mercado.
- Pela narração de todas as vozes do libro “Malinche” de Laura Esquivel foi reconhecida pelo juri de inteletuais de Nova York com o prêmio "The Latino Book Awards".
- La APA (Audio Publishers Association por suas letras em inglês)
- A Revista TV&Novelas México lhe deu reconhecimento em seu 30 aniversário como uma das 30 figuras que deixaram sua marca na televisão mexicana, e graças ao seu talento, cruzaram as telas internacionais, em 14 de março de 2009.
- La GLAAD (Gay & Lesbian Alliance Against Defamation por suas letras em inglês) os Estados Unidos lhe deu um reconhecimento especial por sua campanha de apoio na prevenção do suicídio na adolescência Gay, é a primeira vez que é dada uma menção honrosa a uma celebridade, isso foi em junho de 2009.
- Prefeitura concedeu-lhe o título de "Embaixadora de Acapulco, em abril de 2009.
- Em Las Brisas, Acapulco reflete os passos de suas mãos em cera (como Marilyn Monroe e Sylvester Stallone) em abril de 2009, para marcar o 50º aniversário do local.
- Prêmio "Las Palmas de Oro" em homenagem à sua carreira artística concedido pelo Círculo Nacional de Jornalistas do México em junho de 2009 durante a entrega do 48 prêmio.
- Reconhecimento com a Deusa Prata, concedido pelos jornalistas de Cinema do México AC (PECIME) para sua carreira no cinema extensivo e sua notável carreira no teatro e na televisão em 21 de Julho de 2009.
- "Rainha dos Mariachi" pela Associação Nacional dos Atores (ANDA), no México, em 30 de janeiro de 2010.